# El Horconcito
El Horconcito är en ort i Mexiko.   Den ligger i kommunen Taxco de Alarcón och delstaten Guerrero, i den södra delen av landet, 120 km sydväst om huvudstaden Mexico City. El Horconcito ligger 2 315 meter över havet och antalet invånare är 122.
Terrängen runt El Horconcito är huvudsakligen kuperad, men österut är den bergig. Runt El Horconcito är det ganska tätbefolkat, med 86 invånare per kvadratkilometer. Närmaste större samhälle är Taxco de Alarcón, 13,0 km öster om El Horconcito. I omgivningarna runt El Horconcito växer huvudsakligen savannskog.